# Pterothysaninae
Pterothysaninae Minet, 1987 è una sottofamiglia di lepidotteri appartenente alla famiglia Callidulidae, diffusa in Africa e Asia con 4 specie.

## Etimologia
Il nome della sottofamiglia si forma da quello del genere tipo, Pterothysanus Walker, 1854, che trae origine dai termini greci πτερόν (pterón=ala) e ϑύσανος (tísanos=frangia), con riferimento alle lunghe frangiature visibili sulle ali posteriori di questi lepidotteri.

## Descrizione
I membri di questa sottofamiglia sono falene eteroneure appartenenti ai Ditrysia, con taglia media (55-74 mm) e con abitudini sia diurne, sia notturne. L'aspetto generale è apparentemente simile a quello dei Papilionoidea.

### Adulto

#### Capo
Il capo presenta dei "ciuffi" di scaglie piliformi di colore giallo-arancio oppure rossiccio.
Gli occhi rivelano la presenza di minutissime setole interommatidiali; gli ocelli sono assenti, a differenza delle altre due sottofamiglie di Callidulidae, mentre i chaetosemata sono ben sviluppati.
Nell'apparato boccale, i lobi piliferi sono presenti, come pure la spirotromba, benché non molto lunga e priva di scaglie. I palpi mascellari sono ridotti. I palpi labiali sono ascendenti e trisegmentati, col III articolo che termina con un organo di vom Rath ben definito.
Le antenne sono filiformi e non clavate, con lunghezza inferiore a un terzo di quella della costa dell'ala anteriore; i sensilli tricoidei sono di lunghezza ridotta.

#### Torace
Il processo ventrale della tegula non risulta mai appuntito, ma al contrario spesso è alquanto corto; gli anepisterni del mesotorace sono ben sviluppati. Il metascuto è abbastanza allargato al centro; la parte posteriore del metascutello è spesso sollevata, piatta e verticale.
Nelle zampe, le tibie sono munite di spine e sono presenti speroni tibiali; nel tarso delle zampe anteriori, il IV tarsomero è munito sulla superficie ventrale di una coppia di robuste spine apicali, mentre il distitarso ne è privo.
Nel maschio manca un retinaculum sulla subcosta, mentre il frenulum è presente in entrambi i sessi,; la spinarea è assente.
Le ali dei maschi di Pterothysanus, rivelano evidenti frangiature costituite da scaglie piliformi disposte lungo il margine interno dell'ala posteriore.
Nell'ala anteriore, R parte dalla cellula discale ed è libera, come pure Rs1 ed Rs4, mentre Rs2 ed Rs3 si separano a partire da un'unica nervatura; M2 è posizionata nettamente più vicina a M3 che a M1; CuP è sostituita da una piega; 1A+2A è priva di biforcazione alla base.
Nell'ala posteriore, si osserva una sorta di sperone omerale su Sc+R; quest'ultima nervatura si avvicina fino a sfiorare Rs per un certo tratto, verso la metà della cellula discale; anche qui M2 risulta più vicina a M3 che non a M1; non si osserva CuP, sostituita da una plica.

#### Addome
Nell'addome non sono presenti organi timpanici, così come nel torace; i bordi laterali del I tergite sono connessi anteriormente al II sternite attraverso uno sclerite tergosternale completo; i tergiti III-VI sono più ristretti di quanto si possa osservare nelle Callidulinae e nelle Griveaudiinae.
Nell'apparato genitale maschile, le valve sono unite ventralmente rispetto alla juxta; non si osserva uno gnathos completo, mentre l'uncus appare ristretto nella parte distale, quasi a formare una sorta di uncino; l'edeago presenta un piccolo coecum penis.
Nel genitale femminile, l'ostium bursae è situato proprio in prossimità del margine anteriore arcuato dell'VIII sternite; le apofisi sono alquanto pronunciate; l'ovopositore appare appiattito e quadrilobato.

### Uovo
L'uovo è provvisto di un chorion liscio, e può essere appiattito oppure ovoidale, come nel caso di Caloschemia.

### Larva
Non sono state descritte larve di specie appartenenti a questa sottofamiglia.

### Pupa
La pupa è obtecta, con i segmenti A8-10 fusi tra loro. Non si dispone di molte informazioni riguardo alle Pterothysaninae, tranne per un esemplare descritto da Minet (1987b), rappresentato da una pupa obtecta di Caloschemia pulchra, priva di spine sulla superficie dorsale.
I palpi mascellari sono esposti, mentre quelli labiali sono in gran parte nascosti; la spirotromba appare alquanto corta (almeno per quanto riguarda Caloschemia).
Nel torace, i profemori non sono esposti, mentre il secondo paio di zampe si spinge caudalmente più avanti delle antenne.
Nell'addome di Caloschemia non si osservano calli ambulacrali sui segmenti A2-4. Il cremaster è assente, così da far pensare a una pupa posta negli strati superficiali del terreno.

## Biologia
Gli adulti di Caloschemia pulchra sono attivi durante la notte, mentre nel caso di Pterothysanus, si è osservato un volo attivo sia di giorno, sia di notte.

### Alimentazione
Non si conoscono le piante nutrici per le specie delle Pterothysaninae, sebbene si ritenga che, come per le altre Callidulidae, questi bruchi possano essere pteridofagi, ossia si alimentino di foglie di felce.

## Distribuzione e habitat
Il taxon è presente, oltre che nel Madagascar, nell'ecozona indomalese e in particolare tra l'India e l'Indocina.
L'habitat è rappresentato dal sottobosco della foresta pluviale.

## Tassonomia
Pterothysaninae Minet, 1987 - Nouv. Rev. Entom. (N.S.) 4(3): 312 - genere tipo: Pterothysanus Walker, 1854 - List Spec. Lepid. Insects Colln Br. Mus. 2: 401.

### Generi e specie
La sottofamiglia si compone di due soli generi, per un totale di quattro specie, presenti nelle ecozone afrotropicale e indomalese; di queste, una specie è presente in Madagascar e le altre tre sono asiatiche:
- Caloschemia Mabille, 1878 - Bull. Soc. zool. Fr. 3: 86[9] (1 specie; Madagascar)
  - Caloschemia pulchra (Butler, 1878) - Ann. Mag. nat. Hist. (5) 2(12): 458[10] (Madagascar)
- Pterothysanus Walker, 1854 - List Spec. Lepid. Insects Colln Br. Mus. 2: 401[6] (3 specie; India e Asia sudorientale) (genere tipo)
  - Pterothysanus atratus Butler, 1885 - Ann. Mag. nat. Hist. (5) 16(95): 346, tav. 8, fig. 3[11] (Assam, India)
  - Pterothysanus laticilia Walker, 1854 - List Spec. Lepid. Insects Colln Br. Mus. 2: 401[6] (India e Asia sudorientale) (specie tipo)
  - Pterothysanus pictus Butler, 1884 - Ann. Mag. nat. Hist. (5) 14(84): 407[12] (Maharashtra, India)

Va detto che le Pterothysaninae venivano in passato trattate come famiglia all'interno dei Calliduloidea, ad esempio da Scoble (1992), oppure inseriti nei Geometroidea.

### Sinonimi
Non sono stati riportati sinonimi.

## Filogenesi
La posizione filogenetica dei Calliduloidea all'interno dei Ditrysia è stata oggetto di diverse rielaborazioni nel tempo, e tuttora non è definitivamente chiarita.
Qui sotto è mostrato un albero filogenetico ricavato da quello proposto da Joël Minet nel 1991, in cui le Pterothysaninae sono considerate, all'interno dei Calliduloidea, il sister group del clade Callidulinae+Griveaudiinae:
|  | \| \| Callidulinae \| \| \| \| \| \| Griveaudiinae \| \| \| \| |
|  |                                                                |
|  | Pterothysaninae                                                |
|  |                                                                |
|  | Callidulinae                                                   |
|  |                                                                |
|  | Griveaudiinae                                                  |
|  |                                                                |

|  | Callidulinae  |
|  |               |
|  | Griveaudiinae |
|  |               |

|  | Hedyloidea                                                     |
|  |                                                                |
|  | \| \| Hesperioidea \| \| \| \| \| \| Papilionoidea \| \| \| \| |
|  |                                                                |
|  | Hesperioidea                                                   |
|  |                                                                |
|  | Papilionoidea                                                  |
|  |                                                                |

|  | Hesperioidea  |
|  |               |
|  | Papilionoidea |
|  |               |

|  | Drepanoidea  |
|  |              |
|  | Geometroidea |
|  |              |

|  | \| \| Callidulinae \| \| \| \| \| \| Griveaudiinae \| \| \| \| |
|  |                                                                |
|  | Pterothysaninae                                                |
|  |                                                                |
|  | Callidulinae                                                   |
|  |                                                                |
|  | Griveaudiinae                                                  |
|  |                                                                |

|  | Callidulinae  |
|  |               |
|  | Griveaudiinae |
|  |               |

|  | Hedyloidea                                                     |
|  |                                                                |
|  | \| \| Hesperioidea \| \| \| \| \| \| Papilionoidea \| \| \| \| |
|  |                                                                |
|  | Hesperioidea                                                   |
|  |                                                                |
|  | Papilionoidea                                                  |
|  |                                                                |

|  | Hesperioidea  |
|  |               |
|  | Papilionoidea |
|  |               |

|  | Drepanoidea  |
|  |              |
|  | Geometroidea |
|  |              |

|  | Mimallonoidea  |
|  |                |
|  | Bombycoidea    |
|  |                |
|  | Lasiocampoidea |
|  |                |

|  | \| \| Callidulinae \| \| \| \| \| \| Griveaudiinae \| \| \| \| |
|  |                                                                |
|  | Pterothysaninae                                                |
|  |                                                                |
|  | Callidulinae                                                   |
|  |                                                                |
|  | Griveaudiinae                                                  |
|  |                                                                |

|  | Callidulinae  |
|  |               |
|  | Griveaudiinae |
|  |               |

|  | Hedyloidea                                                     |
|  |                                                                |
|  | \| \| Hesperioidea \| \| \| \| \| \| Papilionoidea \| \| \| \| |
|  |                                                                |
|  | Hesperioidea                                                   |
|  |                                                                |
|  | Papilionoidea                                                  |
|  |                                                                |

|  | Hesperioidea  |
|  |               |
|  | Papilionoidea |
|  |               |

|  | Drepanoidea  |
|  |              |
|  | Geometroidea |
|  |              |

|  | \| \| Callidulinae \| \| \| \| \| \| Griveaudiinae \| \| \| \| |
|  |                                                                |
|  | Pterothysaninae                                                |
|  |                                                                |
|  | Callidulinae                                                   |
|  |                                                                |
|  | Griveaudiinae                                                  |
|  |                                                                |

|  | Callidulinae  |
|  |               |
|  | Griveaudiinae |
|  |               |

|  | Hedyloidea                                                     |
|  |                                                                |
|  | \| \| Hesperioidea \| \| \| \| \| \| Papilionoidea \| \| \| \| |
|  |                                                                |
|  | Hesperioidea                                                   |
|  |                                                                |
|  | Papilionoidea                                                  |
|  |                                                                |

|  | Hesperioidea  |
|  |               |
|  | Papilionoidea |
|  |               |

|  | Drepanoidea  |
|  |              |
|  | Geometroidea |
|  |              |

|  | Mimallonoidea  |
|  |                |
|  | Bombycoidea    |
|  |                |
|  | Lasiocampoidea |
|  |                |

## Conservazione
Nessuna specie appartenente a questa sottofamiglia è stata inserita nella Lista rossa IUCN.

### Testi
- (EN) Barlow, H. S., An Introduction to the Moths of South East Asia, d'Abrera, B., Kuala Lumpur and Faringdon, U.K., The Malayan Nature Society and E.W. Classey, 1982,  pp. x+305; 50 pls, ISBN 9780860960188, OCLC 252308130.
- (EN) Capinera, J. L. (Ed.), Encyclopedia of Entomology, 4 voll., 2nd Ed., Dordrecht, Springer Science+Business Media B.V., 2008,  pp. lxiii + 4346, ISBN 978-1-4020-6242-1, LCCN 2008930112, OCLC 837039413.
- (EN) Chapman, R. F., The insects: structure and function, 4ª edizione, Cambridge, Cambridge University Press, 1998,  pp. xvii, 770, ISBN 0-521-57048-4, LCCN 97035219, OCLC 37682660.
- (EN) Grimaldi, D. A.; Engel, M. S., Evolution of the insects, Cambridge [U.K.]; New York, Cambridge University Press, maggio 2005,  pp. xv + 755, ISBN 978-0-521-82149-0, LCCN 2004054605, OCLC 56057971.
- (EN) Hampson, G. F., Family Pterothysanidae (PDF), in Blanford, W. T. (Ed.). The Fauna of British India, including Ceylon and Burma, Moths, vol. 1., Londra, Taylor & Francis, 1892,  pp. 430-432, DOI:10.5962/bhl.title.100745, ISBN non esistente, LCCN 01026626, OCLC 928803451.
- (DE) Hering, E. M., Familie: Pterothysanidae, in Seitz, A. (Ed.). Die Gross-Schmetterlinge der Erde, Vol. 10 - Die afrikanischen Spinner und Schwarmer, Stoccarda, A. Kernen, 1926,  pp. 123–125, tav. 19, ISBN non esistente, OCLC 488252732.
- (DE) Holloway, J. D.; Bradley, J. D. & Carter, D. J., Lepidoptera, in Betts, C. R. (Ed.). CIE Guides to Insects of importance to Man, Vol. I, Londra, CAB International Institute of Entomology & British Museum (Natural History), 1987,  pp. 1-262, ISBN 9780851986050, OCLC 180474624.
- (EN) Janse, A. J. T., The Moths of South Africa, Vol. 1, Durban, E.P. & Commercial Printing Co., 1932,  pp. xi+376+15tavv., ISBN non esistente, LCCN 33031872, OCLC 163065842.
- (DE) Kobes, L. W. B., The Callidulidae of Sumatra, in Heterocera sumatrana, Vol. 6 - Limacodidae, Ratardidae, Callidulidae, Brahmaeidae, Lasiocampidae, Gottingen, Heterocera Sumatrana Society, 1990,  pp. 101-115, ISBN 9783925055096, OCLC 488100556.
- (EN) Kristensen, N. P. (Ed.), Handbuch der Zoologie / Handbook of Zoology, Band 4: Arthropoda - 2. Hälfte: Insecta - Lepidoptera, moths and butterflies, Kükenthal, W. (Ed.), Fischer, M. (Scientific Ed.), Teilband/Part 35: Volume 1: Evolution, systematics, and biogeography, ristampa 2013, Berlino, New York, Walter de Gruyter, 1999  [1998],  pp. x, 491, ISBN 978-3-11-015704-8, OCLC 174380917.
- (DE) Pagenstecher, A., Callidulidae, bearbeitet von dr. Arnold Pagenstecher - Mit 19 abbildungen (PDF), collana Das Tierreich, Vol. 17, Berlino, R. Friedländer und Sohn, 1902,  p. 21, DOI:10.5962/bhl.title.1237, ISBN non esistente, LCCN 06035713, OCLC 3623513.
- (EN) Parker, S. B. (Ed.), Synopsis and classification of living organisms, vol. 2, New York, McGraw-Hill, 1982,  p. 1119, ISBN 9780070790315, LCCN 81013653, OCLC 7732464.
- Schenkl, F.; Brunetti, F., Dizionario Greco-Italiano/Italiano-Greco, a cura di Meldi, D., collana La creatività dello spirito, Berrettoni G. (nota bibliografica), La Spezia, Casa del Libro - Fratelli Melita Editori, dicembre 1991  [1990],  pp. xviii, 972, 14 tavv., 538, ISBN 978-88-403-6693-7, OCLC 797548053.
- (EN) Scoble, M. J., The Lepidoptera: Form, Function and Diversity, seconda edizione, London, Oxford University Press & Natural History Museum, 2011  [1992],  pp. xi, 404, ISBN 978-0-19-854952-9, LCCN 92004297, OCLC 25282932.
- (EN) Seitz, A., Family: Callidulidae, in The Macrolepidoptera of the World, Vol. 10, Stoccarda, Verlag des Seitz'schen werkes (A. Kernen), 1924,  pp. 491-496, ISBN non esistente, LCCN unk82065024, OCLC 41184004.
- (EN, LA) Walker, F., List of the specimens of lepidopterous insects in the collection of the British Museum (PDF), collana Order of the Trustees, Vol. 2, Londra, 1854  [1854-66],  p. 401, DOI:10.5962/bhl.title.58221, ISBN non esistente, OCLC 9610924.